# Сан-Клементе
Сан-Клементе (італ. San Clemente) — муніципалітет в Італії, у регіоні Емілія-Романья,  провінція Ріміні.
Сан-Клементе розташований на відстані близько 230 км на північ від Рима, 120 км на південний схід від Болоньї, 14 км на південь від Ріміні.
Населення — 5586 осіб (2014).
Щорічний фестиваль відбувається 23 листопада. Покровитель — San Clemente Papa.

## Демографія
Населення за роками:

Станом на 1 січня 2023 року в муніципалітеті офіційно проживав 541 іноземець з 42 країн, серед них 146 громадян країн Євросоюзу та 56 громадян України.

## Сусідні муніципалітети
- Коріано
- Джеммано
- Мізано-Адріатіко
- Монтескудо-Монте-Коломбо
- Монтефйоре-Конка
- Морчіано-ді-Романья
- Сан-Джованні-ін-Мариньяно